# Physocephala minuta
Physocephala minuta är en tvåvingeart som beskrevs av Krober 1915. Physocephala minuta ingår i släktet Physocephala och familjen stekelflugor. Inga underarter finns listade i Catalogue of Life.